# Lovorolike
Lovorolike (lat. Laurales), biljni red u razredu dvosupnica čijih većina vrsta raste po tropskim i suptropskim krajevima. Red se sastoji od sedam porodica s preko 3 000 vrsta. Rod lovor, lovorika ili Laurus, čije ime dolazi iz keltskog blaur (uvijek zelen) dao je i redu i porodici svoje ime. 
Najvažniji i najpoznatiji predstavnik je zimzeleni grm ili stablo Laurus nobilis s aromatičnim listovima koji služe kao začin. 

## Osnovni opis
Laurales je red lovora, cvjetnica, koji sadrži 7 porodica, 91 rod i oko 2900 vrsta. Članovi Laurales su drveće, grmlje ili drvenaste loze. Većina ih se nalazi u tropskim ili toplim umjerenim klimama, a posebno ih ima u izobilju u regijama s ravnomjernom vlažnom klimom. Drvo, ljekoviti ekstrakti poput kamfora i eterična ulja za parfeme potječu od nekih vrsta lovora, a nekoliko ih je važnih ukrasnih biljaka.
Pripadnici Lauralesa karakteriziraju drvenastost, aromatični dijelovi i jednostruka nit provodnih tkiva koja se nastavljaju od stabljike do lista. Zajedno s redovima Magnoliales, Piperales i Canellales, Laurales tvori klasu magnoliida, što je rana evolucijska grana u stablu angiospermi; kladus odgovara dijelu podrazreda Magnoliidae prema starom Cronquistovom botaničkom klasifikacijskom sustavu. Porodice u Laurales su Atherospermataceae, Calycanthaceae, Gomortegaceae, Hernandiaceae, Lauraceae, Monimiaceae i Siparunaceae. Lauraceae i Monimiaceae zajedno čine većinu rodova u ovom redu.

## Karakteristične morfološke značajke
Unatoč velikoj raznolikosti strukture među obiteljima reda, neke strukturne značajke zajedničke svima razlikuju Laurales od drugih redova. Osim parazita stabljike bez korijena Cassytha (porodica Lauraceae), svi članovi reda Laurales su drvenasti, s primitivnom nodalnom anatomijom (raspored vaskularnih snopova na spoju lista i stabljike) tipa koji se naziva “unilacunar” (unilakunarna), i svi imaju eterične (aromatične) uljne stanice i peludna zrnca s dva otvora ili bez otvora. Pripadnici Lauralesa karakteristično imaju perigine ili epigine cvjetove. Kod periginnih cvjetova područje poludonjeg jajnika okruženo je hipantijom, proširenim spremnikom u obliku čaše, na čijem su rubu umetnuti perijant i prašnici. U epiginih cvjetova plodnica je obuhvaćena hipantijom i srasla s njim, a perijant i prašnici izlaze iz vrha hipantija iznad donje plodnice. Prašnici mnogih članova imaju dodatke koji nose nektar, a kod većine vrsta prašnici ispuštaju pelud pomoću zalistaka. Staminodije, reducirani prašnici koji ne proizvode pelud, obično su prisutni između prašnika i karpela. Ženske strukture obično imaju samo jednu karpelu. Laurales je blisko povezan s redom Magnoliales. Međutim, za razliku od pripadnika Magnoliales, koji općenito imaju primitivne karpele i prašnike nalik listovima, većina vrsta Laurales ima više specijalizirane cvjetne organe.

## Evolucija
Iako su blisko povezani s Magnoliales, većina pripadnika Laurales je naprednija od većine vrsta Magnoliales u nekoliko pogleda. Floralna evolucija napredovala je do periginije kod većine članova Lauralesa, pa čak i do epiginije (donji jajnici) i sraslih karpela kod nekih članova. Umjesto da bude pretežno jednoaperturiran, pelud je neaperturirana ili dvoaperturirana. Smanjen je broj ovula po plodniku; zapravo, postoji samo jedna funkcionalna ovula u mnogim Laurales. Prašnici nisu lisnati, a mnogi imaju neobično svojstvo valvularne dehiscencije. Osim toga, mnogi prašnici imaju uparene dodatke blizu baze niti prašnika, koji kod većine biljaka funkcioniraju kao nektarije. Morfološka priroda ovih dodataka nije jasna - možda su nastali de novo (latinski za "novo", izraz koji se u biologiji koristi za označavanje genetske mutacije), ili svaki može biti ostatak sterilnog prašnika.
Ekologija oprašivanja u Laurales je slična onoj u Magnoliales. Prevladava oprašivanje kukcima, iako postoje dokazi da se oprašivanje vjetrom javlja kod nekih članova Monimiaceae. Čini se da se oprašivanje pticama ne događa. Kao i kod Magnoliales, navika se nije razvila dalje od drveća, grmlja i loze. Listovi vrsta Laurales su gotovo svi jednostavni, ponekad nazubljeni, ali rijetko režnjevi; složeni listovi su rijetki. Značajka zajednička svim pripadnicima Laurales je unilakunarna nodalna anatomija; trilakunarna ili multilakunarna nodalna anatomija javlja se u Magnoliales. Dva su reda tako blisko povezana da je nekoliko obitelji prebačeno iz jednog reda u drugi od strane raznih vlasti.

## Porodice
1. Familia Calycanthaceae Lindl. (10 spp.)
  1. Subfamilia Idiospermoideae (S. T. Blake) Thorne
    1. Idiospermum S. T. Blake (1 sp.)

  2. Subfamilia Calycanthoideae Burnett
    1. Calycanthus L. (4 spp.)
    2. Chimonanthus Lindl. (5 spp.)
2. Familia Siparunaceae (DC.) Schodde (56 spp.)
  1. Subfamilia Siparunoideae Money
    1. Siparuna Aubl. (54 spp.)

  2. Subfamilia Glossocalycoideae Thorne ex Philipson
    1. Glossocalyx Benth. (2 spp.)
3. Familia Gomortegaceae Reiche (1 sp.)
  1. Gomortega Ruiz & Pav. (1 sp.)
4. Familia Atherospermataceae R. Br. (18 spp.)
  1. Tribus Atherospermateae Bartl.
    1. Atherosperma Labill. (1 sp.)
    2. Nemuaron Baill. (1 sp.)
    3. Laureliopsis Schodde (1 sp.)

  2. Tribus Laurelieae Pax
    1. Daphnandra Benth. (7 spp.)
    2. Doryphora Endl. (2 spp.)
    3. Dryadodaphne S. Moore (4 spp.)
    4. Laurelia Juss. (2 spp.)
5. Familia Hernandiaceae Blume (70 spp.)
  1. Subfamilia Hernandioideae Endl. ex Miq.
    1. Hazomalania Capuron (1 sp.)
    2. Hernandia L. (24 spp.)
    3. Illigera Blume (28 spp.)

  2. Subfamilia Gyrocarpoideae J. Williams
    1. Gyrocarpus Jacq. (5 spp.)

  3. Subfamilia Sparattanthelioideae Thorne & Reveal
    1. Sparattanthelium Mart. (12 spp.)
6. Familia Monimiaceae Juss. (258 spp.)
  1. Subfamilia Hortonioideae Thorne & Reveal
    1. Hortonia Wight ex Arn. (3 spp.)

  2. Subfamilia Mollinedioideae (J. R. Perkins) Thorne
    1. Tribus Hedycaryeae A. DC.
      1. Decarydendron Danguy (4 spp.)
      2. Ephippiandra Decne. (6 spp.)
      3. Hedycarya J. R. Forst. & G. Forst. (16 spp.)
      4. Kibaropsis Vieill. ex Guill. (1 sp.)
      5. Levieria Becc. (7 spp.)
      6. Tambourissa Sonner (45 spp.)
      7. Xymalos Baill. (2 spp.)

    2. Tribus Mollinedieae Perkins
      1. Austromatthaea L. S. Sm. (1 sp.)
      2. Kairoa Philipson (4 spp.)
      3. Kibara Endl. (39 spp.)
      4. Matthaea Blume (7 spp.)
      5. Macropeplus Perkins (4 spp.)
      6. Macrotorus Perkins (2 spp.)
      7. Grazielanthus Peixoto & Per.-Moura (1 sp.)
      8. Mollinedia Ruiz & Pav. (61 spp.)
      9. Parakibara Philipson (1 sp.)
      10. Steganthera Perkins (20 spp.)
      11. Wilkiea F. Muell. (12 spp.)
      12. Pendressia Whiffin (1 sp.)
      13. Hemmantia Whiffin (1 sp.)

    3. Tribus Hennecartieae Philipson
      1. Hennecartia Poiss. (1 sp.)

  3. Subfamilia Monimioideae Raf.
    1. Tribus Palmerieae Philipson
      1. Palmeria F. Muell. (14 spp.)

    2. Tribus Monimieae Rchb.
      1. Monimia Thouars (3 spp.)

    3. Tribus Peumieae (Schodde) Philipson
      1. Peumus Molina (1 sp.)

  4. Subfamilia incertae sedis
    1. Lauterbachia Perkins (1 sp.)
7. Familia Lauraceae Juss. (3347 spp.)
  1. Tribus Hypodaphnideae Kosterm. ex Reveal
    1. Hypodaphnis Stapf (1 sp.)

  2. Tribus Cryptocaryeae Nees
    1. Aspidostemon Rohwer & H. G. Richt. (28 spp.)
    2. Potoxylon Kosterm. (1 sp.)
    3. Eusideroxylon Teijsm. & Binn. (1 sp.)
    4. Cryptocarya R. Br. (356 spp.)
    5. Endiandra R. Br. (129 spp.)
    6. Triadodaphne Kosterm. (2 spp.)
    7. Potameia Thouars (23 spp.)
    8. Sinopora J. Li, N. H. Xia & H. W. Li (1 sp.)
    9. Syndiclis Hook. fil. (10 spp.)
    10. Dahlgrenodendron van der Merwe & A. E. van Wyk (1 sp.)
    11. Beilschmiedia Nees (271 spp.)

  3. Tribus Cassytheae Dumort.
    1. Cassytha L. (23 spp.)

  4. Tribus Neocinnamomeae Yu Song, W.B.Yu & Y.H.Tan
    1. Neocinnamomum H. Liou (7 spp.)

  5. Tribus Caryodaphnopsideae Yu Song, W.B.Yu & Y.H.Tan
    1. Caryodaphnopsis Airy Shaw (17 spp.)

  6. Tribus Mezilaurus clade
    1. Anaueria Kosterm. (1 sp.)
    2. Chlorocardium Rohwer, H. G. Richt. & van der Werff (3 spp.)
    3. Sextonia van der Werff (2 spp.)
    4. Mezilaurus Kuntze ex Taub. (26 spp.)
    5. Williamodendron Kubitzki & Richter (5 spp.)

  7. Tribus Perseeae Nees
    1. Apollonias Nees (2 spp.)
    2. Nothaphoebe Blume (25 spp.)
    3. Dehaasia Blume (39 spp.)
    4. Alseodaphne Nees (50 spp.)
    5. Persea Mill. (109 spp.)
    6. Phoebe Nees (70 spp.)
    7. Alseodaphnopsis H. W. Li & J. Li (11 spp.)
    8. Hexapora Hook. fil. (1 sp.)
    9. Machilus Nees (136 spp.)

  8. Tribus Cinnamomeae Nees
    1. Cinnamomum Schaeff. (267 spp.)
    2. Sassafras J. Presl (3 spp.)
    3. Aiouea Aubl. (74 spp.)
    4. Pleurothyrium Nees ex Lindl. (48 spp.)
    5. Nectandra Rol. ex Rottb. (98 spp.)
    6. Endlicheria Nees (62 spp.)
    7. Rhodostemonodaphne Rohwer & Kubitzki (40 spp.)
    8. Umbellularia Nutt. (1 sp.)
    9. Mespilodaphne Nees (42 spp.)
    10. Ocotea Aubl. (514 spp.)
    11. Kuloa Trofimov & Rohwer (3 spp.)
    12. Damburneya Raf. (25 spp.)
    13. Dicypellium Nees & Mart. (2 spp.)
    14. Licaria Aubl. (82 spp.)
    15. Kubitzkia van der Werff (2 spp.)
    16. Aniba Aubl. (47 spp.)
    17. Phyllostemonodaphne Kosterm. (1 sp.)
    18. Yasunia van der Werff (2 spp.)
    19. Urbanodendron Mez (3 spp.)
    20. Paraia Rohwer, H. G. Richt. & van der Werff (1 sp.)

  9. Tribus Laureae Maout & Decne.
    1. Laurus L. (3 spp.)
    2. Litsea Lam. (377 spp.)
    3. Parasassafras Long (1 sp.)
    4. Lindera (Adans.) Thunb. (93 spp.)
    5. Actinodaphne Nees (102 spp.)
    6. Dodecadenia Nees (1 sp.)
    7. Cinnadenia Kosterm. (3 spp.)
    8. Neolitsea (Benth.) Merr. (99 spp.)